# Regio II Apulia et Calabria
La Regio II Apulia et Calabria era una delle undici regioni augustee dell'Italia romana.
Analogamente alle altre regioni augustee, la denominazione "Regio II Apulia et Calabria" è di origine recente e di ambito scolastico o accademico; il nome originario era semplicemente Regio II. Il suo territorio corrispondeva in effetti a quello dell'attuale regione Puglia, con l'aggiunta delle estreme propaggini nord-orientali dell'odierna Basilicata e di alcuni settori dell'Appennino campano.

## Storia
Istituita dall'imperatore Augusto intorno al 7 d.C., secondo le parole di Plinio il Vecchio la regione comprendeva i territori degli Hirpini (Sannio irpino), della Calabria (Penisola salentina), dell'Apulia (Puglia centro-settentrionale) e dei Sallentini (anch'essi stanziati nel Salento al pari dei Calabri). È probabile che tali aree furono riunite in un'unica regione in quanto collegate tra loro dalla via Appia antica.
Tuttavia, sebbene Plinio descriva i Sallentini separatamente dalla Calabria, Strabone riferisce invece, nella sua Geografia, che gli abitanti del Salento utilizzassero un solo coronimo per indicare la propria terra, quello di Calabria, e due etnonimi per indicare sé stessi, Calabri e Sallentini. Ciò sarebbe comprovato anche da Tito Livio il quale, riferendosi al Capo di Santa Maria di Leuca, lo indica espressamente come Calabriae extremum promunturium, quindi come estremo promontorio della Calabria, pur essendo situato nel territorio dei Sallentini.
Dopo il 292 d.C., in seguito alla parificazione dell'Italia alle province, l'imperatore Diocleziano, entro il 305 d.C., soppresse la regione sostituendola, come nel resto dell'Italia, con una nuova entità amministrativa: la provincia di Apulia et Calabria, avente però confini leggermente diversi rispetto alla Regio II (ad esempio, Benevento fu ceduta alla Campania). La provincia era a sua volta aggregata alla diocesi Italiciana.

## Città
Al momento della sua istituzione la regione comprendeva le seguenti città:
- Abellinum (Atripalda)
- Aecae (presso Troia)
- Aeclanum (Passo di Mirabella Eclano)
- Aequum Tuticum (Sant'Eleuterio, presso Ariano Irpino)
- Aletium (Alezio)
- Apenestae (Vieste)
- Aquilonia (Lacedonia)
- Arpi, Argyrippa o Argos Hippium (Arpinova, frazione di Foggia)
- Ausculum (Ascoli Satriano)
- Azetium (Rutigliano)
- Barduli (Barletta)
- Barium (Bari)
- Beneventum (Benevento)
- Brundisium (Brindisi)
- Butuntum (Bitonto)
- Caelia in terra di Bari (Ceglie del Campo)
- Caelia nell'odierno Salento (Ceglie Messapica)
- Callipolis (Gallipoli)
- Cannae (Canne della Battaglia)
- Canusium (Canosa)
- Castrum Minervae (Castro)
- Caudium (presso Montesarchio)
- Dertum (Monopoli)
- Forentum (Lavello)
- Genusia (Ginosa)
- Gnatia (Egnazia)
- Grumum (Grumo Appula)
- Herdonia (Ordona)
- Larinum (Larino)
- Luceria (Lucera)
- Lupatia (Santeramo in Colle)
- Lupiae (Lecce)
- Manduria (Manduria)
- Mateola (Matera)
- Matinum (Mattinata)
- Neapolis (Polignano a Mare)
- Rubi (Ruvo di Puglia)
- Rudiae (Rugge, frazione di San Pietro in Lama)
- Salapia (a nordovest di Trinitapoli)
- Sidion/Silvium (Gravina)
- Sipontum (Manfredonia)
- Sturni (Ostuni)
- Tarentum (Taranto)
- Teanum Apulum (San Paolo di Civitate)
- Thuriae (Turi)
- Trivicum (Civita di San Sossio Baronia)
- Turenum (Trani)
- Uria (Oria)
- Uria (settore nord-est del Gargano)
- Venusia (Venosa)
- Veretum (Vereto)
- Vibinum (Bovino)